# Opritjnik

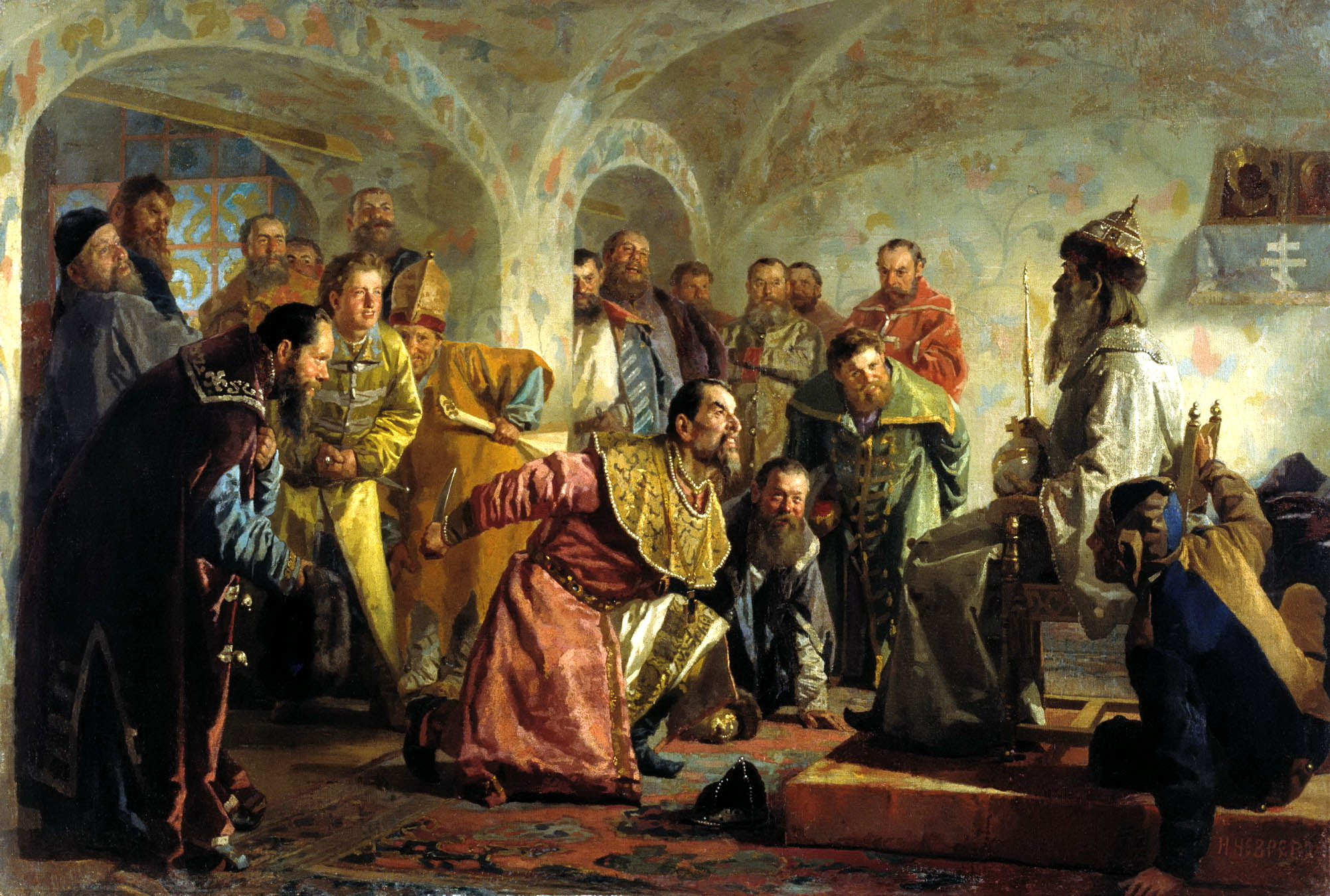
Opritjniki, målning på duk av Nikolaj Nevrev, visar Ivan den förskräcklige (troligen själv i mitten) med livvakten i färd med att sätta kniven i bojaren I. P. Fjodorov (1568), som de har tvingat upp på tsarens tron.

En opritjnik (ryska: опри́чник), plural: opritjniki, var medlem i tsar Ivan IV av Rysslands "hemliga polis" opritjnina, som  agerade som hans personliga livvakt och höll det ryska folket i ett terrorvälde mellan 1565 och 1570.
Varje opritjnik var klädd helt i svart, hade svarta hästar och deras symbol var ett hundhuvud som symboliserade deras lojalitet till tsaren. Deras livsstil var sektliknande: förutom deras munk-inspirerade klädstil levde de asketiskt och svors in i sällskapet via en ed att vara tsaren trogen. De ska ha dödat och torterat tusentals människor, och bland annat ha mördat cirka 1500 adelsmän vid massakern i Novgorod år 1570.